# Andreas Wellinger
Andreas Wellinger (Traunstein, 28 de agosto de 1995) es un deportista alemán que compite en salto en esquí.
Participó en dos Juegos Olímpicos de Invierno, obteniendo en total cuatro medallas: una de oro en Sochi 2014, en la prueba de trampolín grande por equipo (junto con Andreas Wank, Marinus Kraus y Severin Freund), y tres en Pyeongchang 2018, oro en el trampolín normal individual, plata en el trampolín grande individual y plata en el trampolín grande por equipo (con Karl Geiger, Stephan Leyhe y Richard Freitag).
Ganó seis medallas en el Campeonato Mundial de Esquí Nórdico entre los años 2017 y 2025.

## Palmarés internacional
| Juegos Olímpicos   | Juegos Olímpicos            | Juegos Olímpicos | Juegos Olímpicos    |
| Año                | Lugar                       | Medalla          | Prueba              |
| ------------------ | --------------------------- | ---------------- | ------------------- |
| 2014               | Sochi (Rusia)               | Medalla de oro   | TG por equipo       |
| 2018               | Pyeongchang (Corea del Sur) | Medalla de oro   | TN individual       |
| 2018               | Pyeongchang (Corea del Sur) | Medalla de plata | TG individual       |
| 2018               | Pyeongchang (Corea del Sur) | Medalla de plata | TG por equipo       |
| Campeonato Mundial |                             |                  |                     |
| Año                | Lugar                       | Medalla          | Prueba              |
| 2017               | Lahti (Finlandia)           | Medalla de oro   | TN equipo mixto     |
| 2017               | Lahti (Finlandia)           | Medalla de plata | TN individual       |
| 2017               | Lahti (Finlandia)           | Medalla de plata | TG individual       |
| 2023               | Planica (Eslovenia)         | Medalla de oro   | TN por equipo mixto |
| 2023               | Planica (Eslovenia)         | Medalla de plata | TN individual       |
| 2025               | Trondheim (Noruega)         | Medalla de plata | TN individual       |